# Permafrost
Permafrost (rusko мерзлота: merzlota) so trajno zamrznjena tla, kar je posledica celoletnih nizkih temperatur.
Večina permafrosta se nahaja v območjih z veliko zemljepisno širino (blizu polov), pojavlja pa se tudi v visokogorju. Permafrost je prisoten skoraj na polovici (47 %) površja Rusije.
Na zamrznjeni podlagi pogosto nastanejo močvirnata, za kmetijstvo neuporabna tla. 
Nekatere najpogostejše lokacije permafrosta so na severni polobli. Skoraj četrtino severne poloble pokriva permafrost, vključno z 85% Aljaske, Grenlandije, Kanade in Sibirije. Lahko se nahaja tudi na gorskih vrhovih na južni polobli. Permafrost se pogosto pojavlja v ledu na tleh, lahko pa je tudi v neporozni podlagi. Permafrost nastane iz ledu, ki vsebuje različne vrste tal, peska in kamnin v kombinaciji.

## Študija in razvrstitev permafrosta
"V nasprotju z relativno pomanjkanjem poročil o zmrznjenih tleh v Severni Ameriki pred drugo svetovno vojno je bila v ruskem jeziku na voljo obsežna literatura o inženirskih vidikih permafrosta. Od leta 1942 se je Siemon William Muller poglobil v ustrezno rusko literaturo Kongresna knjižnica in ameriška knjižnica za geološke raziskave, tako da je lahko vladi do leta 1946 predložil inženirski vodnik in tehnično poročilo o permafrostu ", leto, v katerem je izraz skoval kot krčenje trajno zamrznjenih tal. Leta 1947 javno objavljeno revidirano poročilo, ki velja za kot prva severnoameriška razprava na to temo.  

## Obseg
Permafrost so lahko tla, kamnine ali usedline, ki so zamrznjene več kot dve zaporedni leti. Na območjih, ki jih ne prekriva led, obstaja pod plastjo zemlje, kamnin ali usedlin, ki vsako leto zmrzne in se otopi in se imenuje "aktivna plast". V praksi to pomeni, da se permafrost pojavlja pri povprečni letni temperaturi −2 ° C (28,4 ° F) ali manj. Debelina aktivne plasti se spreminja glede na sezono, vendar je debela od 0,3 do 4 metre (plitva vzdolž arktične obale; globoko v južni Sibiriji in Qinghai-Tibetanski planoti). Obseg permafrosta se spreminja glede na podnebje: na severni polobli je danes večina manj ali manj pod vplivom 24% površine brez ledu, kar ustreza 19 milijonom kvadratnih kilometrov . Od tega je nekaj več kot polovica podlaga neprekinjenega permafrosta, približno 20 odstotkov prekinjenega permafrosta in nekaj manj kot 30 odstotkov občasnega permafrosta. Večino tega območja najdemo v Sibiriji, severni Kanadi, na Aljaski in na Grenlandiji. Pod aktivno plastjo letni temperaturni nihaji permafrosta z globino postanejo manjši. Najgloblja globina permafrosta se pojavi tam, kjer geotermalna toplota vzdržuje temperaturo nad lediščem. Nad to spodnjo mejo je lahko permafrost z enakomerno letno temperaturo - "izotermični permafrost". 

### Kontinuiteta pokritosti
Permafrost se običajno oblikuje v katerem koli podnebju, kjer je povprečna letna temperatura zraka nižja od ledišča vode. Izjeme najdemo v vlažnih borealnih gozdovih, na primer v severni Skandinaviji in severovzhodnem delu evropske Rusije zahodno od Urala, kjer sneg deluje kot izolacijska odeja. Izjema so lahko tudi ledeniška območja. Ker so vsi ledeniki na dnu ogreti z geotermalno toploto, imajo lahko zmerni ledeniki, ki so ves čas blizu točke tališča pod pritiskom, tekočo vodo na meji s tlemi in zato nimajo podlaga za permafrost. "Fosilne" hladne anomalije v geotermalnem gradientu na območjih, kjer se je v pleistocenu razvila globoka permafrost, trajajo do nekaj sto metrov. To je razvidno iz meritev temperature v vrtinah v Severni Ameriki in Evropi.

##### Prekinjeni permafrost
Temperatura pod zemljo se od sezone do sezone spreminja manj kot temperatura zraka, pri čemer se povprečne letne temperature večajo z globino zaradi nagiba geotermalne skorje. Če je torej povprečna letna temperatura zraka le malo pod 0 ° C (32 ° F), bo permafrost nastal le na mestih, ki so zaščitena - običajno s severnim ali južnim vidikom (na severni in južni polobli) - ustvarjajo neprekinjeno permafrost . Običajno bo permafrost v razmerah podnebja, kjer je povprečna letna temperatura površine tal med -5 in 0 ° C (23 in 32 ° F), prekinen. Na prej omenjenih vlažno prezimovanih območjih morda ne bo niti občasnih permafrostov do –2 ° C (28 ° F). Neprekinjeno permafrost pogosto delimo na obsežno diskontinuirano permafrost, kjer permafrost pokriva med 50 in 90 odstotki pokrajine in ga običajno najdemo na območjih s povprečnimi letnimi temperaturami med -2 in -4 ° C (28 in 25 ° F) ter občasno permafrost, kjer je pokrov permafrosta manj kot 50 odstotkov pokrajine in se običajno pojavlja pri srednjih letnih temperaturah med 0 in −2 ° C (32 in 28 ° F). V znanosti o tleh je občasno območje permafrosta skrajšano SPZ (Sporadic Permafrost Zone) in obsežno diskontinuirano območje permafrosta DPZ (Discontinious Permafrost Zone). Izjeme se pojavljajo v neledeneli Sibiriji in na Aljaski, kjer je sedanja globina permafrosta relikt podnebnih razmer v ledeniški dobi, kjer so bile zime do 11 ° C (20 ° F) hladnejše od današnjih.

#### Neprekinjeni permafrost
Pri povprečnih letnih temperaturah tal pod −5 ° C (23 ° F) vpliv vidika nikoli ne more biti zadosten za odmrzovanje permafrosta in nastane območje neprekinjenega permafrosta (skrajšano CPZ ali Continious Permafrost Zone). Linija neprekinjenega permafrosta na severni polobli  predstavlja najjužnejšo mejo, kjer je zemljišče prekrito z neprekinjenim permafrostom ali ledeniškim ledom. Linija neprekinjenega permafrosta se spreminja po svetu proti severu ali jugu zaradi regionalnih podnebnih sprememb. Na južni polobli bi večina enakovredne črte spadala v Južni ocean, če bi bilo tam kopno. Večino antarktične celine prekrivajo ledeniki, pod katerimi je večina terena podvržena bazalnemu taljenju. Izpostavljena dežela Antarktike je v bistvu podložena z večnim ledom, od katerih se nekateri segrevajo in odtajajo vzdolž obale. 

### Alpski permafrost
Alpski permafrost se pojavlja na višinah z dovolj nizkimi povprečnimi temperaturami, da vzdrži trajno zamrznjena tla; večina alpskega permafrosta je prekinjena. Ocene celotne površine alpskega permafrosta so različne. Bockheim in Munroe sta združila tri vire in pripravila tabelarične ocene po regijah, ki so znašale 3.560.000 kvadratnih milj (1.370.000 kvadratnih kilometrov).
Alpska permafrost v Andih ni bila kartirana. Njegov obseg je bil oblikovan za oceno količine vode, vezane na teh območjih. Leta 2009 je raziskovalec z Aljaske na najvišjem vrhu Afrike, gori Kilimandžaro, približno 3 ° južno od ekvatorja, odkril permafrost na višini 4.700 m (15.400 čevljev, po imperialnem sistemu - ZDA, Liberija, Mjanmar).

### Podmorski permafrost
Podmorski permafrost se pojavlja pod morskim dnom in obstaja na celinskih policah polarnih regij. Ta območja so nastala v zadnji ledeni dobi, ko je bil večji del zemeljske vode zavit v ledene plošče na kopnem in ko je bila gladina morja nizka. Ko so se ledene plošče spet postale morska voda, je permafrost v relativno toplih in slanih mejnih pogojih v primerjavi s površinskim permafrostom postal potopljene police. Zato podmorski permafrost obstaja v razmerah, ki vodijo do njegovega zmanjšanja. Po mnenju Osterkampa je podmorska permafrost dejavnik pri "oblikovanju, gradnji in delovanju obalnih objektov, objektov, ki temeljijo na morskem dnu, umetnih otokov, podmorskih cevovodov in vrtin, izvrtanih za raziskovanje in pridobivanje."  vsebuje plinske hidrate na mestih, ki so "potencialno bogat vir energije", lahko pa se tudi destabilizirajo, ko se podmorska permafrost segreje in otopi, pri čemer nastajajo velike količine metana, ki je močan toplogredni plin. 

## Manifestacije

### Globina baze
Permafrost se razteza do osnovne globine, kjer geotermalna toplota z Zemlje in povprečna letna temperatura na površini dosežeta ravnotežno temperaturo 0 ° C. Osnovna globina permafrosta doseže 1.493 m (4.898 ft) v porečjih reke Lena in Yana v Sibiriji. Geotermalni gradient je hitrost naraščanja temperature glede na naraščajočo globino v notranjosti Zemlje. Proč od mej tektonskih plošč je v večini sveta približno 25–30 ° C / km (124–139 ° F / mi) blizu površine. Spreminja se s toplotno prevodnostjo geološkega materiala in je za permafrost v tleh manjši kot v podlagah. 
Izračuni kažejo, da je bil čas, potreben za oblikovanje globokega permafrosta, ki leži pod zalivom Prudhoe na Aljaski, več kot pol milijona let. To se je razširilo na več ledeniških in medledeniških ciklov pleistocena in nakazuje, da je sedanje podnebje v zalivu Prudhoe verjetno precej toplejše, kot je bilo v povprečju v tem obdobju. Takšno segrevanje v zadnjih 15.000 letih je splošno sprejeto. Tabela na desni kaže, da se prvih sto metrov permafrosta oblikuje razmeroma hitro, vendar globlje gladine postopoma dlje trajajo.

### Masivni talni led
Ko vsebnost ledu v permafrostu preseže 250 odstotkov (led po masi posuši zemljo), se to razvrsti kot masivni led. Masivna ledena telesa se lahko sestavijo v vseh možnih stopnjah od ledenega blata do čistega ledu. Masivne ledene postelje imajo najmanj debelino najmanj 2 m in kratek premer vsaj 10 m. Prvo zabeležena severnoameriška opazovanja so opravili evropski znanstveniki pri reki Canning na Aljaski leta 1919. Ruska literatura navaja zgodnejši datum 1735 in 1739 med Veliko severno ekspedicijo P. Lassiniusa in Kh. P. Laptev.  Dve kategoriji masivnega talnega ledu sta pokopani površinski in intrasedimentalni led (imenovan tudi ustavni led). 
Pokopani površinski led lahko izvira iz snega, zamrznjenega jezerskega ali morskega ledu, aufeisov (nasedli rečni led) in - verjetno najbolj razširjenega - zakopanega ledeniškega ledu.
Intrasedimentalni led se tvori z zamrzovanjem podzemnih voda na mestu, v njem prevladuje ločen led, ki je posledica kristalizacijske diferenciacije, ki poteka med zmrzovanjem mokrih usedlin, skupaj z vodo, ki se seli na ledišče. 
Intrasedimentalni ali ustavni led so široko opazovali in preučevali po vsej Kanadi, vključuje pa tudi vsiljiv in injekcijski led.
Poleg tega ledeni klini - ločena vrsta talnega ledu - tvorijo prepoznavne vzorce talnih ali poli tundre. Ledeni klini se oblikujejo v že obstoječem geološkem substratu in so bili prvič opisani leta 1919. 

### Kopenske oblike
Procesi permafrosta se kažejo v velikih kopenskih oblikah, kot so palsas in pingos, in manjših pojavov, kot so vzorčena tla na arktičnih, periglacialnih in alpskih območjih. 

### Ogljikov cikel v permafrostu
Cikel ogljikovega permafrosta (Arctic Carbon Cycle) se ukvarja s prenosom ogljika iz permafrostnih tal v kopensko vegetacijo in mikrobe, v ozračje, nazaj v vegetacijo in nazadnje nazaj v permafrost tla s pokopi in sedimentacijo zaradi kriogenih procesov. Del tega ogljika se prek svetovnega ogljikovega kroga prenese v ocean in druge dele sveta. Cikel vključuje izmenjavo ogljikovega dioksida in metana med kopenskimi komponentami in ozračjem ter prenos ogljika med zemljo in vodo kot metana, raztopljenega organskega ogljika, raztopljenega anorganskega ogljika, delcev anorganskega ogljika in delcev organskega ogljika. 

## Učinki podnebnih sprememb
Arktična permafrost se že stoletja zmanjšuje. Posledica tega je odtaljevanje tal, ki je lahko šibkejše, in sproščanje metana, kar prispeva k večji stopnji globalnega segrevanja kot del povratne zanke zaradi razgradnje mikrobov. Močvirja, ki se izsušijo zaradi odvodnjavanja ali izhlapevanja, ogrozijo sposobnost preživetja rastlin in živali. Ko se bo permafrost še naprej zmanjševal, se bodo okrepili številni scenariji podnebnih sprememb. Na območjih, kjer je permafrost velik, lahko infrastruktura, ki je obkrožena, zaradi otoplitve permafrosta močno poškoduje. 

### Zgodovinske spremembe
V zadnjem ledeniškem maksimumu je neprekinjena permafrost pokrivala veliko večje območje, kot je danes, in je pokrivala vso Evropo brez ledu na jugu do približno Segedina (jugovzhodna Madžarska) in Azovskega morja (takrat suhe zemlje)  in južne Vzhodne Azije. do današnjih Changchuna in Abashirija. V Severni Ameriki je obstajal le izredno ozek pas permafrosta južno od ledene plošče na približno zemljepisni širini New Jerseyja skozi južno Iowo in severni Missouri, vendar je bil permafrost bolj obsežen v bolj suhih zahodnih regijah, kjer je segal do južne meje Idaha in Oregon. Na južni polobli obstaja nekaj dokazov o nekdanji permafrosti iz tega obdobja v osrednjem Otagu in Argentinski Patagoniji, ki pa je bila verjetno prekinjena in je povezana s tundro. Alpski permafrost se je pojavil tudi v Drakensbergu med ledeniškimi maksimumi nad približno 3.000 metri.

### Odtajanje
Po definiciji (standardn.) je permafrost zemlja, ki ostane zamrznjena dve leti ali več. Tla so lahko sestavljena iz številnih materialov podlage, vključno s podlago, usedlinami, organskimi snovmi, vodo ali ledom. Zamrznjena tla so tista, ki so pod lediščem vode, ne glede na to, ali je voda v substratu ali ne. Zemeljski led ni vedno prisoten, kot je to mogoče pri neporozni podlagi, vendar se pogosto pojavlja in je lahko prisoten v količinah, ki presegajo potencialno hidravlično nasičenost odmrznjenega substrata.
Med odmrzovanjem se vsebnost ledu v tleh stopi in, ko voda odteka ali izhlapi, povzroči, da struktura tal oslabi in včasih postane viskozna, dokler ne dobi moči z zmanjšanjem vsebnosti vlage. Eden vidnih znakov razgradnje permafrosta je naključno odmikanje dreves od njihove vertikalne usmeritve na območjih permafrosta. 

### Vpliv na stabilnost naklona
V preteklem stoletju so zabeležili vedno večje število odpovedi alpskih pobočij v gorskih verigah po vsem svetu. Pričakuje se, da je veliko število strukturnih napak posledica odmrzovanja permafrosta, ki naj bi bilo povezano s podnebnimi spremembami. Odtajanje permafrosta naj bi prispevalo k plazu 1987 Val Pola, ki je v italijanskih Alpah ubil 22 ljudi. V gorskih verigah je večino strukturne stabilnosti mogoče pripisati ledenikom in permafrostu. Ko se podnebje segreje, se permafrost odtaja, kar ima za posledico manj stabilno gorsko strukturo in na koncu več propadov pobočij. Naraščajoče temperature omogočajo globlje globine aktivne plasti, kar povzroči povečano infiltracijo vode. Led v tleh se topi, kar povzroča izgubo trdnosti tal, pospešeno gibanje in morebitne drobirske tokove.
McSaveney (glej) je poročal o velikih padcih kamnin in ledu (do 11,8 milijona m3), potresih (do 3,9 Richterja), poplavah (do 7,8 milijona m3 vode) in hitrem pretoku kamenja na velike razdalje (do 7,5 km) pri 60 m / s) zaradi "nestabilnosti pobočij" v visokogorskem permafrostu. Nestabilnost pobočij v permafrostu pri povišanih temperaturah blizu ledišča pri segrevanju permafrosta je povezana z učinkovitim stresom in nabiranjem tlaka por-vode v teh tleh. [53] Kia in njegovi soizumitelji so izumili nov togi piezometer brez filtrov (FRP) za merjenje tlaka pore in vode v delno zmrznjenih tleh, kot je ogrevanje tal z večnim ledom. Uporabo koncepta učinkovitega stresa so razširili na delno zmrznjena tla za uporabo v analizi stabilnosti pobočij segrevajočih se permafrostov. Uporaba koncepta učinkovitega napetosti ima številne prednosti, kot je sposobnost razširitve konceptov "Mehanika tal kritičnega stanja" v inženiring zamrznjenih tal.
V visokogorju lahko padce kamenja povzroči odmrzovanje skalnih mas s permafrostom. 

### Ekološke posledice
V severni cirkupolarni regiji permafrost vsebuje 1700 milijard ton organskega materiala, kar predstavlja skoraj polovico vsega organskega materiala v vseh tleh. Ta bazen je bil zgrajen tisoče let in se v hladnih razmerah na Arktiki le počasi razgrajuje. Količina zaseženega ogljika v permafrostu je štirikrat večja od ogljika, ki je bil sproščen v ozračje zaradi človekovih dejavnosti v sodobnem času. Eden od primerov tega je jedom, ki je organsko bogat (približno 2 mas.% Ogljika) plestocenski lesni permafrost z vsebnostjo ledu 50–90 vol.%. 
Oblikovanje permafrosta ima pomembne posledice za ekološke sisteme, predvsem zaradi omejitev, ki veljajo za območja korenin, pa tudi zaradi omejitev geometrije brlog in jam za favno, ki potrebuje podzemne domove. Sekundarni učinki vplivajo na vrste, odvisne od rastlin in živali, katerih življenjski prostor omejuje permafrost. Eden najbolj razširjenih primerov je prevladovanje črne smreke na obsežnih območjih permafrosta, saj ta vrsta lahko prenaša vzorec koreninjenja, omejen na bližnjo površino. 
En gram zemlje iz aktivne plasti lahko vključuje več kot milijardo bakterijskih celic. Če se bakterije iz enega kilograma aktivne plasti tal postavijo ena ob drugo, tvorijo 1000 km dolgo verigo. Število bakterij v permafrostnih tleh se zelo razlikuje, običajno od 1 do 1000 milijonov na gram zemlje. Večine teh bakterij in gliv v permafrostnih tleh ni mogoče gojiti v laboratoriju, vendar je identiteto mikroorganizmov mogoče razkriti s tehnikami, ki temeljijo na DNA.
Arktična regija je eden izmed mnogih naravnih virov toplogrednih plinov metana in ogljikovega dioksida. Globalno segrevanje pospešuje njegovo sproščanje zaradi sproščanja metana iz obstoječih zalog in metanogeneze v gnitji biomasi. Velike količine metana so na Arktiki shranjene v nahajališčih zemeljskega plina, v permafrostu in kot podmorski klatrati. Permafrost in klatrati se zaradi segrevanja razgrajujejo, zato lahko zaradi globalnega segrevanja nastanejo velike izpuste metana iz teh virov. Drugi viri metana vključujejo podmorski taliki, rečni promet, umik ledenega kompleksa, podmorski permafrost in razpadajoče nahajališče plinskih hidratov. Predhodne računalniške analize kažejo, da bi lahko permafrost proizvedel približno 15 odstotkov današnjih emisij zaradi človekovih dejavnosti.
Hipoteza, ki jo je promoviral Sergej Zimov, je, da je zmanjšanje čred velikih rastlinojedih povečalo razmerje med emisijo energije in absorpcijo energije tundre (energetsko bilanco) na način, ki povečuje težnjo po neto odmrzovanju permafrosta. To hipotezo preizkuša v eksperimentu v pleistocenskem parku, naravnem rezervatu na severovzhodu Sibirije. 

### Predvidena hitrost sprememb na Arktiki
Glede na peto poročilo o oceni IPCC obstaja veliko zaupanje, da so se temperature večnega ledu v večini regij zvišale od zgodnjih osemdesetih let. Opazovano segrevanje je bilo do 3 ° C na delih severne Aljaske (od zgodnjih osemdesetih do sredine 2000-ih) in do 2 ° C na delih ruskega evropskega severa (1971–2010).  V Yukonu se je lahko območje neprekinjene permafrosta od leta 1899 premaknilo za 100 kilometrov (62 milj), a natančni zapisi segajo le 30 let nazaj. Menijo, da bi odmrzovanje permafrosta lahko poslabšalo globalno segrevanje z izpuščanjem metana in drugih ogljikovodikov, ki so močni toplogredni plini. Prav tako bi lahko spodbudil erozijo, ker permafrost daje stabilnost neplodnim arktičnim pobočjem. 
Pričakuje se, da se bodo temperature na Arktiki zvišale približno dvakrat več od svetovne stopnje. Medvladni odbor za podnebne spremembe (IPCC - Intergovernmental Panel on Climate Change, ang.) bo v svojem petem poročilu določil scenarije za prihodnost, ko se bo temperatura na Arktiki do leta 2040 dvignila med 1,5 in 2,5 ° C, do leta 2100 pa z 2 do 7,5 ° C. Ocene se razlikujejo glede na to, kako veliko ton toplogrednih plinov se odda iz odmrznjenih večnih ledišč. Ena ocena kaže, da bo do leta 2040 izpuščenih 110–231 milijard ton ekvivalentov CO2 (približno polovica iz ogljikovega dioksida in druga polovica iz metana), do leta 2100 pa 850–1400 milijard ton.  To ustreza povprečni letni stopnji emisij 4 do 8 milijard ton ekvivalentov CO2 v obdobju 2011–2040 in letno 10–16 milijard ton ekvivalentov CO2 v obdobju 2011–2100 zaradi odmrzovanja permafrosta. Za primerjavo, antropogena emisija vseh toplogrednih plinov v letu 2010 znaša približno 48 milijard ton ekvivalenta CO2. Sproščanje toplogrednih plinov iz odmrznjenega permafrosta v ozračje povečuje globalno segrevanje. 

## Ohranjanje organizmov v permafrostu

### Mikrobi
Znanstveniki napovedujejo, da se bo iz taljenja ledu letno sprostilo do 10 na 21 mikrobov, vključno z glivami in bakterijami. Ti mikrobi se pogosto izpustijo neposredno v ocean. Zaradi selitvene narave številnih vrst rib in ptic je možno, da imajo ti mikrobi visoko stopnjo prenosa. 
Permafrost v vzhodni Švici so raziskovalci leta 2016 analizirali na območju alpskega permafrosta, imenovanem "Muot-da-Barba-Peider". Na tem mestu je bila raznolika mikrobna skupnost z različnimi bakterijami in evkariontskimi skupinami. Pomembnejše skupine bakterij so bile vrsta acidobakterij, Actinobacteria, AD3, Bacteroidetes, Chloroflexi, Gemmatimonadetes, OD1, Nitrospirae, Planctomycetes, Proteobacteria in Verrucomicrobia. Med pomembnejše evkariontske glive so spadale Ascomycota, Basidiomycota in Zygomycota. Pri sedanji vrsti so znanstveniki opazili različne prilagoditve za razmere pod ničlo, vključno z zmanjšanimi in anaerobnimi presnovnimi procesi.
Domneva se, da je do izbruha antraksa na polotoku Yamal leta 2016 prišlo zaradi odmrzovanja permafrosta.  V sibirskem permafrostu sta prisotni tudi dve vrsti virusa: Pithovirus sibericum in Mollivirus sibericum.  Oba sta stara približno 30.000 let in se štejeta za velikanska virusa, ker sta večja od večine bakterij in imata genoma večja od drugih virusov. Oba virusa sta še vedno infektivna, kar dokazuje njihova sposobnost okužbe Acanthamoebe, rodu ameb. 
Dokazano je, da zamrzovanje pri nizkih temperaturah ohranja nalezljivost virusov. Kalicivirusi, gripa A in enterovirusi (npr. Poliovirusi, ehovirusi, virusi Coxsackie) so bili ohranjeni v ledu in / ali permafrostu. Znanstveniki so določili tri značilnosti, ki jih virus potrebuje za uspešno ohranitev v ledu: velika številčnost, sposobnost prenosa v ledu in sposobnost ponovnega ciklusa bolezni po izpustu iz ledu. Neposredna okužba človeka s permafrosta ali ledu ni bila dokazana; taki virusi se običajno širijo prek drugih organizmov ali abiotskih mehanizmov. 
Študija poznopleistocenskih sibirskih vzorcev permafrosta iz nižine Kolyma (vzhodnosibirska nižina) je z izolacijo DNA in kloniranjem genov (natančneje geni 16S rRNA) ugotovila, kateri vrsti pripadajo ti mikroorganizmi. Ta tehnika je omogočila primerjavo znanih mikroorganizmov z novoodkritimi vzorci in razkrila osem filotipov, ki so pripadali vrstam Actinobacteria in Proteobacteria. 

### Rastline
Leta 2012 so ruski raziskovalci dokazali, da lahko permafrost služi kot naravno odlagališče za starodavne oblike življenja, in sicer z oživitvijo silene stenofile iz 30.000 let starega tkiva, najdenega v vročini ledene dobe v sibirskem permafrostu. To je najstarejše rastlinsko tkivo, kdaj oživljeno. Rastlina je bila rodovitna, dajala je bele cvetove in sposobna semena. Študija je pokazala, da lahko tkivo preživi ohranjanje ledu več deset tisoč let.
Drugi problemi:
Mednarodno združenje za permafrost (IPA) je vključevalo vprašanja v zvezi s permafrostom. Sklicuje mednarodne konference o permafrostu, izvaja posebne projekte, kot so priprava baz podatkov, zemljevidov, bibliografij in glosarjev, ter usklajuje mednarodne terenske programe in mreže. Med drugimi vprašanji, ki jih obravnava IPA, so: Težave pri gradnji na permafrostu zaradi spremembe lastnosti tal na tleh, na katerih so postavljene konstrukcije, in bioloških procesov v permafrostu, npr. ohranjanje organizmov, zamrznjenih in situ.

## Druge težave

### Gradnja na permafrostu
Gradnja na permafrostu je težka, ker lahko toplota stavbe (ali cevovoda) ogreje permafrost in destabilizira strukturo. Ogrevanje lahko povzroči odmrzovanje tal in posledično oslabitev opore konstrukciji, ko se vsebnost ledu spremeni v vodo; če so konstrukcije zgrajene na pilotih, lahko segrevanje povzroči premikanje skozi lezenje zaradi spremembe trenja na pilotih, tudi če ostajajo tla zamrznjena. 
Tri pogoste rešitve vključujejo: uporabo temeljev na lesenih pilotih; gradnja na debeli gramozni blazinici (običajno 1-2 metra / 3,3-6,6 čevljev); ali z uporabo brezvodnih amoniačnih toplotnih cevi. Cevovodni sistem Trans-Aljaske uporablja toplotne cevi, vgrajene v navpične nosilce, da prepreči ponikanje cevovoda, železnica Qingzang v Tibetu pa uporablja različne načine za ohranjanje tal na hladnem, tako na območjih z zemljo, občutljivo na zmrzal. Permafrost bo morda potreboval posebne ograde za zakopane komunalne storitve, imenovane "utilidorji". 
Inštitut za permafrost Melnikov iz Jakutska je ugotovil, da je mogoče potopitev velikih zgradb v tla preprečiti z uporabo temeljev, ki segajo do 15 metrov ali več. Na tej globini se temperatura ne spreminja z letnimi časi in ostaja na približno -5 ° C (91 ° F). 
Odtajanje večnega ledu ogroža industrijsko infrastrukturo. Maja 2020 je zaradi odmrzovanja permafrosta v Termoelektrarni Norilsk-Taimyr Energy št. 3 prišlo do propada rezervoarja za nafto, ki je poplavil lokalne reke z 21.000 kubičnimi metri (17.500 ton) dizelskega olja. Razlitje nafte Norilsk leta 2020 je opisano kot drugo največje razlitje nafte v sodobni ruski zgodovini. 